# Arnaldo Balay
Arnaldo Balay (Alsina, Buenos Aires, 2 de septiembre de 1928-Buenos Aires, 28 de septiembre de 2006) fue un futbolista argentino. Mediocampista central fino, creativo, elegante, habilidoso y de gran manejo del balón, pero también firme en la marca y con gran ubicuidad.
Palito Balay comenzó su carrera en 1948 en la segunda división, en Los Andes, en Buenos Aires, donde jugó hasta 1951. En 1952 hizo su debut en la primera división de ser un jugador de Racing Club de Buenos Aires, logrando el campeonato del 58'.
Participó en la Copa América en 1955, donde Argentina ganó el título. Balay jugó en dos partidos, contra Uruguay y Chile.
En Racing jugó hasta 1958. En los años 1959 y 1960 Balay fue jugador del Club Ferro Carril Oeste, donde disputó 43 partidos sin convertir goles. En total jugó 233 partidos y marcó 1 gol.
Se retiró a los 33 años del fútbol profesional. En el 1961 llega a Racing (Olavarría) donde jugaría tres años, ocupando el puesto de delantero, salió campeón de la Liga de Fútbol de Olavarría. Se retiró en el 64'.

## Carrera
| Club              | País      | Año       | PJ  | G |
| ----------------- | --------- | --------- | --- | - |
| Los Andes         | Argentina | 1948-1951 | 63  | 0 |
| Racing Club       | Argentina | 1952-1958 | 117 | 1 |
| Ferrocarril Oeste | Argentina | 1959-1960 | 43  | 0 |

## Palmarés

### Torneos nacionales
| Título           | Equipo      | País      | Año  |
| ---------------- | ----------- | --------- | ---- |
| Primera División | Racing Club | Argentina | 1958 |

### Torneos internacionales
| Título       | Equipo              | País  | Año  |
| ------------ | ------------------- | ----- | ---- |
| Copa América | Selección Argentina | Chile | 1955 |